# بيت حميد (بني حشيش)

تعديل مصدري - تعديل

بيت حميد هي إحدى قرى عزلة الأبناء بمديرية بني حشيش التابعة لمحافظة صنعاء، بلغ تعداد سكانها 97 نسمة حسب تعداد اليمن لعام 2004.